# Гневът на демонския крал
Гневът на демонския крал (на английски: Rage of a Demon King) е третият роман от поредицата на Реймънд Фийст „Войната на студенокръвните“. За пръв път романът е издаден през 1997 г.
 Внимание:  Текстът по-долу разкрива сюжета на произведението (или части от него)!
Действието се развива след това в първите две книги от поредицата и описва дългоочакваното нападение на армиите, пристигащи в Островното кралство от континента Новиндус. Завръщат се Макрос Черния, Пъг и Томас и заедно с Миранда и Накор се подготвят да се изправят срещу магическите сили на противника. Защитата на град Крондор, която се подготвя от години, е замислена така че да нарани възможно най-много вражеските армии – близо 150 хиляди войници.
Оказва се че огромната армия всъщност е събрана, а сега подтиквана от демоните, а целта е да бъде достигнат град Сетанон.